# ŽRK Metalurg Skopje
Pour les articles homonymes, voir Metalurg Skopje.
Ne doit pas être confondu avec ŽRK Vardar Skopje.
Le  ŽRK Metalurg Skopje (en macédonien, ЖРК Металург) est un club macédonien de handball féminin basé à Skopje, fondé en 1964.

## Palmarès
compétitions internationales
- demi-finaliste de la coupe Challenge en 2010

compétitions nationales
- champion de Macédoine (4) en  2010, 2011, 2012 et 2019
- vainqueur de la coupe de Macédoine (4) en 2010, 2011, 2012 et 2013

## Joueuses célèbres
- Sonja Bašić
- Kristina Liščević
- Katarina Krpež
- Ivana Gakidova